# Liste der Stolpersteine in Anröchte
In der Liste der Stolpersteine in Anröchte werden die vorhandenen Gedenksteine aufgeführt, die im Rahmen des Projektes Stolpersteine des Künstlers Gunter Demnig bisher in Anröchte verlegt worden sind.

## Verlegte Stolpersteine
| Name                    | Adresse          | Bild                                                         | Inschrift | Verlegedatum | Biografie und Anmerkungen                    |
| ----------------------- | ---------------- | ------------------------------------------------------------ | --- | ------------ | -------------------------------------------- |
| Abraham Adolf Heinemann | Marktstraße 23 · | Stolperstein Anröchte Marktstraße 23 Abraham Adolf Heinemann | Hier wohnte Abraham Adolf Heinemann Jg. 1891 ‘Schutzhaft’ 1938 Dachau deportiert 1940 Gurs interniert Drancy 1942 Auschwitz ermordet | 1. Juli 2015 | geboren am 2. Mai 1891 in Effeln             |
| Rosa Heinemann          | Marktstraße 23 · | Stolperstein Anröchte Marktstraße 23 Rosa Heinemann          | Hier wohnte Rosa Heinemann geb. Meier Jg. 1863 deportiert 1942 Theresienstadt ermordet in Treblinka                                  | 1. Juli 2015 | geboren am 22. August 1863 in Bad Oeynhausen |